# Article 7 de la Constitution de la Cinquième République française
Article 6 Article 8
L'article 7 de la Constitution de la cinquième République française fait partie du titre II sur le président de la République, fixant les modalités sur l'élection présidentielle depuis le passage à la Cinquième République le 5 octobre 1958.

## Texte
« Le Président de la République est élu à la majorité absolue des suffrages exprimés. Si celle-ci n'est pas obtenue au premier tour de scrutin, il est procédé, le quatorzième jour suivant, à un second tour. Seuls peuvent s'y présenter les deux candidats qui, le cas échéant après retrait de candidats plus favorisés, se trouvent avoir recueilli le plus grand nombre de suffrages au premier tour.

Le scrutin est ouvert sur convocation du Gouvernement.
L'élection du nouveau président a lieu vingt jours au moins et trente-cinq jours au plus avant l'expiration des pouvoirs du président en exercice.
En cas de vacance de la Présidence de la République pour quelque cause que ce soit, ou d'empêchement constaté par le Conseil Constitutionnel saisi par le Gouvernement et statuant à la majorité absolue de ses membres, les fonctions du Président de la République, à l'exception de celles prévues aux articles 11 et 12 ci-dessous, sont provisoirement exercées par le Président du Sénat et, si celui-ci est à son tour empêché d'exercer ces fonctions, par le Gouvernement.
En cas de vacance ou lorsque l'empêchement est déclaré définitif par le Conseil Constitutionnel, le scrutin pour l'élection du nouveau président a lieu, sauf cas de force majeure constaté par le Conseil Constitutionnel, vingt jours au moins et trente-cinq jours au plus après l'ouverture de la vacance ou la déclaration du caractère définitif de l'empêchement.
Si, dans les sept jours précédant la date limite du dépôt des présentations de candidatures, une des personnes ayant, moins de trente jours avant cette date, annoncé publiquement sa décision d'être candidate décède ou se trouve empêchée, le Conseil Constitutionnel peut décider de reporter l'élection.
Si, avant le premier tour, un des candidats décède ou se trouve empêché, le Conseil Constitutionnel prononce le report de l'élection.
En cas de décès ou d'empêchement de l'un des deux candidats les plus favorisés au premier tour avant les retraits éventuels, le Conseil Constitutionnel déclare qu'il doit être procédé de nouveau à l'ensemble des opérations électorales ; il en est de même en cas de décès ou d'empêchement de l'un des deux candidats restés en présence en vue du second tour.
Dans tous les cas, le Conseil Constitutionnel est saisi dans les conditions fixées au deuxième alinéa de l'article 61 ci-dessous ou dans celles déterminées pour la présentation d'un candidat par la loi organique prévue à l'article 6 ci-dessus.
Le Conseil Constitutionnel peut proroger les délais prévus aux troisième et cinquième alinéas sans que le scrutin puisse avoir lieu plus de trente-cinq jours après la date de la décision du Conseil Constitutionnel. Si l'application des dispositions du présent alinéa a eu pour effet de reporter l'élection à une date postérieure à l'expiration des pouvoirs du président en exercice, celui-ci demeure en fonction jusqu'à la proclamation de son successeur.

Il ne peut être fait application ni des articles 49 et 50 ni de l'article 89 de la Constitution durant la vacance de la Présidence de la République ou durant la période qui s'écoule entre la déclaration du caractère définitif de l'empêchement du Président de la République et l'élection de son successeur. »
— Article 7 de la Constitution

### Révisions
L'article est modifié à trois reprises. D'abord en 1962 pour valider l'élection au suffrage universel après le référendum concerné. En 1976, les cas de figures pour les procédures relatives à l'empêchement d'un candidat sont rajoutés. L'article est retouché en 2003 pour accommoder la date du second tour, pour éviter que le scrutin dans les DOM-TOM et à l'international suit l'annonce des résultats en métropole du fait du décalage horaire.

## La pratique de l'article

### Légitimité des pouvoirs du président
Deux points fondent la légitimité des pouvoirs du Président de la République : 
- le suffrage universel direct, introduit par la réforme de 1962 ;
- le Président a nécessairement remporté la majorité absolue des suffrages exprimés, puisque la Constitution limite à deux le nombre de candidats au second tour.